# کیت میشل
کیت میشل (انگلیسی: Keith Michell; ۱ دسامبر ۱۹۲۸ – ۲۰ نوامبر ۲۰۱۵) یک بازیگر سینما، و تئاتر بریتانیایی استرالیایی‌تبار بود. وی بین سال‌های ۱۹۵۱ تا ۲۰۱۰ میلادی فعالیت می‌کرد.
از فیلم‌ها یا برنامه‌های تلویزیونی که وی در آن نقش داشته‌است می‌توان به خانه پوشالی، روز یادبود، هفت دریا به کاله، فریب‌کاران و هنری هشتم اشاره کرد.